# Jone Veisamasama
Jone Veisamasama, né vers 1938 et mort le 22 juillet 1988, est un fermier et homme politique fidjien et l'une des figures des coups d'État de 1987.

## Biographie
Membre fondateur du Parti travailliste fidjien en 1985, il le quitte peu après et devient le secrétaire général du parti de l'Alliance,. Lorsque l'Alliance perd les élections législatives de 1987, il co-fonde avec entre autres Ratu Inoke Kubuabola et Ratu Finau Mara (également membres de l'Alliance) le Mouvement taukei, mouvement d'extrême droite ethno-nationaliste autochtone qui organise immédiatement une campagne de déstabilisation du nouveau gouvernement. Jone Veisamasama déclare à la presse que le mouvement est dédié à la population autochtone des Fidji de la même manière que le Parti nazi était dédié au peuple allemand. Les activistes taukei organisent des manifestations, érigent des barrages routiers et initient une pétition demandant que le pouvoir politique soit réservé aux autochtones, déclarant qu'il y a trop d'Indo-Fidjiens dans le nouveau gouvernement. Face au refus du gouvernement démocratiquement élu de démissionner, le Mouvement taukei déclenche des incendies criminels.
S'ensuit un coup d'État militaire ethno-nationaliste, puis un second pour empêcher le gouverneur général Ratu Penaia Ganilau de nommer un gouvernement d'union nationale. Le colonel Sitiveni Rabuka prend la direction d'un régime de dictature militaire, et y nomme Jone Veisamasama ministre du Développement rural,. Deux mois plus tard, toutefois, le colonel Rabuka confie le pouvoir à Ratu Kamisese Mara, chef du parti de l'Alliance, qui ne reconduit pas Jone Veisamasama au gouvernement. Ce dernier demeure un membre actif de la branche la plus extrémiste du Mouvement taukei, qui poursuit une campagne de déstabilisation contre cette fois le gouvernement Mara : les extrémistes attaquent des temples hindous ainsi que les maisons et les véhicules de personnalités politiques et de syndicalistes d'appartenance ethnique indienne, par haine des Indo-Fidjiens et dans l'espoir de faire chuter le gouvernement en avivant les tensions inter-ethniques.
Le mouvement se fournit en armes à feu importées illégalement du Liban, et en juillet 1988, Jone Veisamasama se tue accidentellement à son domicile avec l'une de ces armes. Sa mort entraîne une enquête qui met à jour ce trafic d'armes et mène à l'arrestation de plusieurs autres membres du mouvement taukei.